# Heliura fulvipicta
Heliura fulvipicta är en fjärilsart som beskrevs av William James Kaye 1911. Heliura fulvipicta ingår i släktet Heliura och familjen björnspinnare. Inga underarter finns listade i Catalogue of Life.